# L'abbandono (singolo)
L'abbandono è un singolo dei Marta sui Tubi estratto dall'album C'è gente che deve dormire e pubblicato nel 2006.

## Tracce
1. L'abbandono (remake) 3:46
2. L'abbandono (album version) 4:33
3. Muscoli e dei (live) 2:58
4. Cenere (live) 2:24

## Formazione
- Giovanni Gulino - voce
- Carmelo Pipitone - chitarra
- Ivan Paolini - batteria